# エルビス演算子
エルビス演算子（エルビスえんざんし、英語: elvis operator）は、いくつかのプログラミング言語にある演算子で、字句構文は ?: である。三項条件演算子 (? :) と違い、この連続する2文字で1つの演算子であり、意味的には三項演算子の第二項 (A ? B : CのB) が無いもの、というような機能を持っている。
Null合体演算子に似た制御機能を持つが、第一項の扱いが異なる。ただし、エルビス演算子にNull合体演算子の意味と役割を持たせている言語もある。

## 例
エルビス演算子を用いて以下のように記述すると、xには左式exprLの評価結果が真と判定される場合にはその結果が、それ以外の場合には右式exprRの評価結果がセットされる。
```
x = 
exprL
 ?: 
exprR
```

これは三項演算子を使って以下のように書くこともできる。
```
x = 
exprL
 ? 
exprL
 : 
exprR
```

ただし、エルビス演算子ではexprLが真の場合でも、式が二度評価されることはない。すなわち、以下と同値である。
```
x = 
exprL

x = x ? x : 
exprR
```

## 名称
エルビス演算子はエルビス・プレスリーの顔文字 (emoticon) に形が似ていることからこう呼ばれる。

## サポートする言語
- GNU C/C++ (GCCによる拡張) では、三項演算子の第二項を省略することができる[3]。GCC 2.95.3より使用可能[4] (March 2001)。
- PHPでは PHP 5.3より ? : の第二項を省略可能[5] (June 2009)。
- Apache Groovyではエルビス演算子?:は独立したオペレータとして文書化されている[6]。この機能はGroovy 1.5より追加された[7] (December 2007). GroovyはGNU GやPHPと異なり? :の第二項を省略することは許されておらず、?:の間にスペースを入れることはできない。
- Fantomではエルビス演算子の第一項をnullと比較する。
- Kotlinではエルビス演算子の第一項をnullと比較する。また、第二項に制御式を記述することもできる[8]。よくあるパターンとしてthrow式やreturn式を記述する（val foo = bar() ?: return）。
- Gosuではエルビス演算子の第一項をnullと比較する。
- C#ではnull合体演算子がエルビス演算子と同一視されることがあるが[9][10]、第一項をnullと比較するという点でエルビス演算子とは挙動が異なる。

## 短絡評価の論理和演算
Perl、Python、JavaScriptなどでは論理和演算 (||またはor) が同様の働きをする。すなわち第1項が真値あるいは真値とみなされる値である場合は第2項を評価せずに第1項が論理和式の評価値となり（短絡評価）、第1項が偽値あるいは偽値とみなされる値である場合は第2項が論理和式の評価値となる。
Common Lisp、Scheme では、or特殊フォームがエルビス演算子に対応するが、エルビス演算子よりも汎用的であり、or特殊フォームは任意個数の項を受け入れる。第1項から順に真値が見つかるまで項を評価してゆき、真値が見つかったらそれ以降の項の評価せずに、見つかった真値をor特殊フォームの評価値として評価を終える。